# 裸頸植鰕虎
裸頸植鰕虎（学名：Fusigobius duospilus），又名裸項紡錘鰕虎魚，为輻鰭魚綱虾虎鱼目鰕虎科植鰕虎屬下的一个种。该物种分布于印度洋-西太平洋海域，栖息深度为1米至46米，体长可达6公分。